# Eutrichota frigida
Eutrichota frigida este o specie de muște din genul Eutrichota, familia Anthomyiidae. A fost descrisă pentru prima dată de Zetterstedt în anul 1845. Conform Catalogue of Life specia Eutrichota frigida nu are subspecii cunoscute.